# Silabário bété

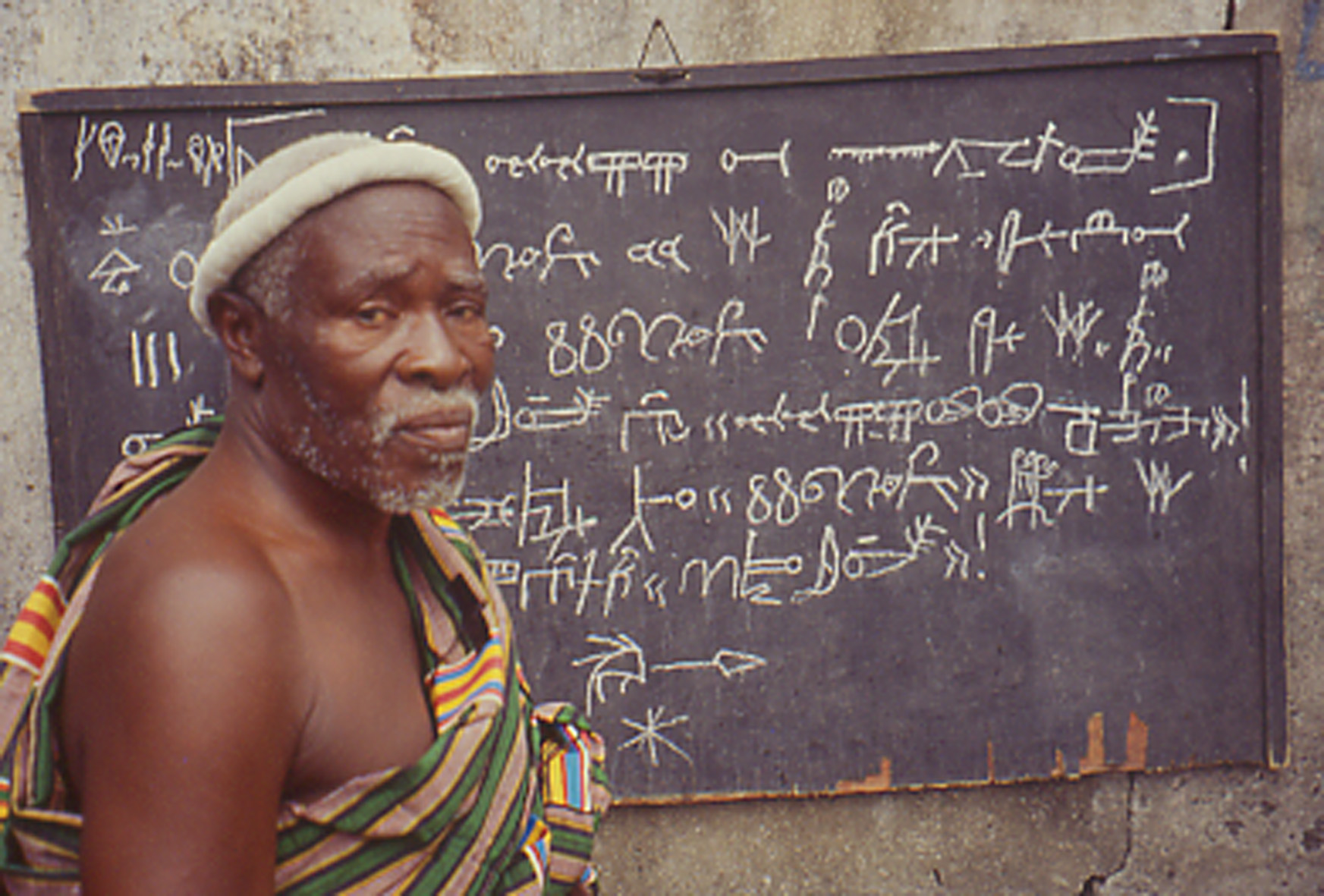

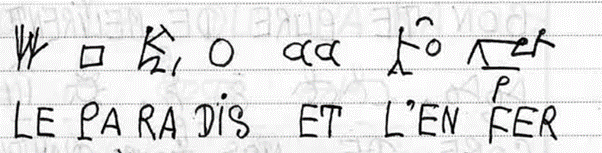

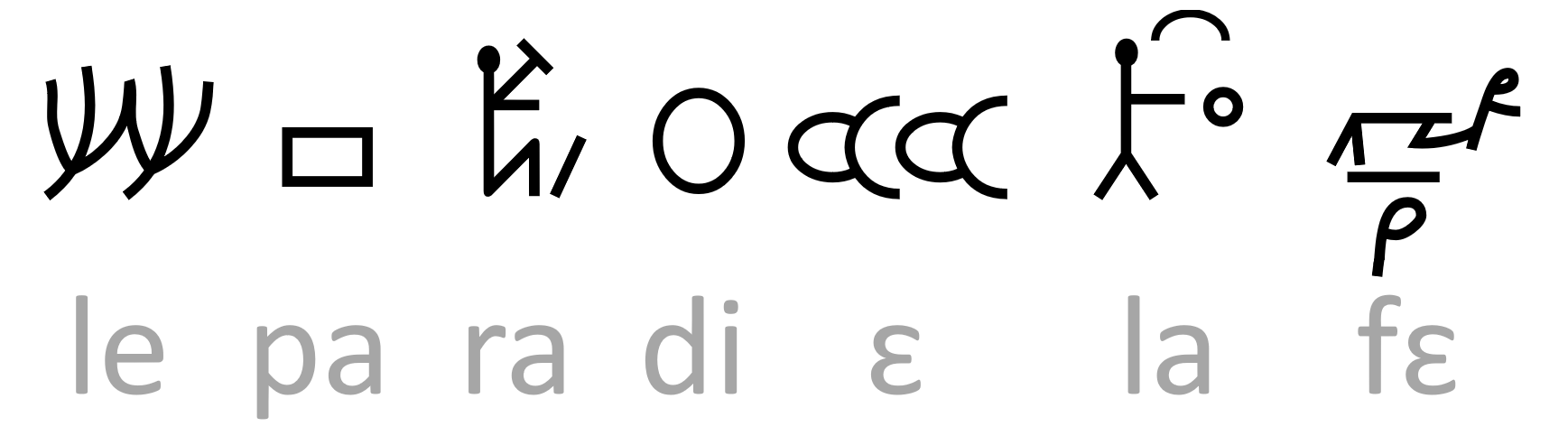

O silabário Bété foi criado para a língua bété da Costa do Marfim no anos 1950s pelo artista Frédéric Bruly Bouabré.
É formado por 440 caracteres pictográficos que representam cenas da vida cotidiana e servem para trepresentarpalavras monossilábicas em Bété. Bouabré o criou para ajudar o povo Bété a aprender a ler sua língua.